# Sagudatas
Os sagudates (em grego: Σαγουδάται; romaniz.: Sagoudatai) foram uma tribo eslava meridional que viveu na Macedônia, na área entre Tessalônica e Véria. Os sagudates foram atestados pela primeira vez em um documento bizantino de 686 como aliados dos ávaros e sitiantes de Tessalônica em aliança com outras tribos eslavas meridionais, os rinquines e drogubitas. No século VII, junto com outras tribos, eles usaram canoas armadas para saquear as costas da Tessália. No século IX, o sagudates viveram em vilas mistas com os drogubitas e pagaram impostos às autoridades bizantinas de Tessalônica.